# Manfred Metzler
Manfred Metzler (* 14. August 1942 in Bamberg) ist ein deutscher Lebensmittelchemiker und Toxikologe, der als Professor an den Universitäten in Würzburg, Kaiserslautern und Karlsruhe tätig war. Er hat vor allem den Metabolismus xenobiotischer Substanzen, insbesondere der Phytoöstrogene, Umweltöstrogene und einiger Mykotoxine erforscht.

## Biografie
Metzler begann 1961 sein Chemiestudium an der Universität Erlangen und schloss es an der Universität München mit dem Diplom ab. 1970 wurde er mit einer Doktorarbeit, die er am Max-Planck-Institut für Biochemie durchgeführt hatte, zum Dr. rer. nat. promoviert. Von 1970 bis 1971 war er Postdoc am Institute of Life Sciences an der Texas A&M University. Von 1971 bis 1973 arbeitete Metzler als Laborleiter im Bereich Biochemische Forschung der Knoll AG in Ludwigshafen. In den Jahren 1973 bis 1978 war er Habilitand am Institut für Toxikologie der Universität Würzburg. 1978 erfolgte dort seine Habilitation für das Fach Biochemische Pharmakologie und Toxikologie. 
Bis 1981 war Metzler Privatdozent, dann wurde er auf eine C2-Professur berufen, die er innehatte, bis er 1989 einen Ruf auf eine C3-Professur für Lebensmittelchemie und Umwelttoxikologie im Fachbereich Chemie der Universität Kaiserslautern annahm. 1995 wurde er C4-Professor und Direktor des Instituts für Lebensmittelchemie und Toxikologie der Universität Karlsruhe, die ab 2009 mit dem Forschungszentrum Karlsruhe zum Karlsruher Institut für Technologie (KIT) fusionierte. 2011 trat er in den Ruhestand. Nebenberuflich war Metzler auch 10 Jahre lang als wissenschaftlicher Experte für die EU in Brüssel und für die Europäische Lebensmittelbehörde in Parma tätig.

## Veröffentlichungen (Auswahl)
Bücher
- als Herausgeber: Endocrine Disruptors (Part I and Part II) von The Handbook of Environmental Chemistry. Springer Verlag, 2001, ISBN 978-3662146811 und 2002, ISBN 978-3642076022.
- mit G. Bonse: Biotransformationen organischer Fremdsubstanzen. Georg Thieme Verlag, Stuttgart 1978, japanische Auflage 1980
- mit G. Eisenbrand: Toxikologie für Chemiker. Stoffe, Mechanismen, Prüfverfahren. Georg Thieme Verlag, Stuttgart 1994.

Schriften
- mit McLachlan J.A.:  Diethylstilbestrol: metabolic transformation in relation to organ specific tumor manifestation. In: Archives of Toxicology, 1979. Suppl. 2, S. 275–280.
- Metabolism of some anabolic agents: toxicological and analytical aspects. In: Journal of Chromatography 489/1989.  S. 11–21.
- mit R. Fliege: Electrophilic properties of patulin. N-Acetylcysteine and glutathione adducts. In: Chemical Research in Toxicology 13/2000. S. 373–381.
- mit S. E. Kulling und L. Lehmann: Oxidative metabolism and genotoxic potential of major isoflavone phytoestrogens: a brief review. In: Journal of Chromatography B 777/2002. S. 187–194.
- mit E. Pfeiffer, S. I. Hoehle u. a.: Curcuminoids form reactive glucuronides in vitro. In: Journal of Agricultural and Food Chemistry 55/2007. S. 538–544.
- mit E. Pfeiffer, A. Hildebrand u. a.: Aromatic hydroxylation is a major metabolic pathway of the mycoestrogen zearalenone. In: Molecular Nutrition and Food Research 53/2009. S. 1123–1133.
- mit S. C. Fleck, E. Pfeiffer und J. Podlech: Epoxide reduction to an alcohol, a novel metabolic pathway for perylene quinone-type Alternaria mycotoxins in mammalian cells. In: Chemical Research in Toxicology 27/2014. S. 247–253. Doi: 10.1021/tx400366w
- mit E. Pfeiffer E. und S. C. Fleck: Catechol formation: A novel pathway in the metabolism of sterigmatocystin and 11-methoxysterigmatocystin. In: Chemical Research in Toxicology 27/2014. S. 2093–2099. Doi: 10.1021/tx500308k
- mit S. T. Soukup, B. N. Kohn u. a.: Sulfoglucosides as novel modified forms of the mycotoxins alternariol and alternariol monomethyl ether. In: Journal of Agricultural and Food Chemistry 64/2016. S. 8892–8901. Doi: 10.1021/acs.jafc.6b03120
- mit S. T. Soukup, S. C. Fleck u. a.: DNA reactivity of altertoxin II: Identification of two covalent DNA adducts formed under cell-free conditions. In: Toxicology Letters 331/2020. S. 75–81. Doi: 10.1016/j.toxlet.2020.05.018